# NEC Nimega
El NEC Nimega (en neerlandés y oficialmente Nijmegen Eendracht Combinatie (pronunciación: [ˈnɛi̯.ˌmeː.ɣə(n) ˈeːn.ˌdrɑxt ˈkom.bɪ.ˌnaː.(t)si], aprox. neimejen eindrajt combina(t)si)) es un club de fútbol de los Países Bajos, de la ciudad de Nimega, en la provincia de Güeldres, fundado en 1900. Los colores del club son rojo-verde-negro (en orden). Actualmente juega en la Eredivisie, la Primera división de los Países Bajos.

## Historia

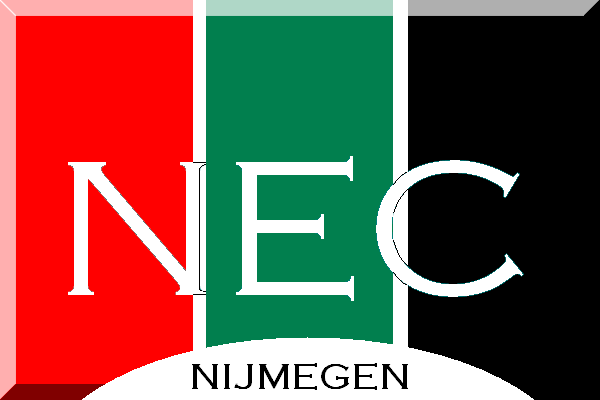
bandera del club.

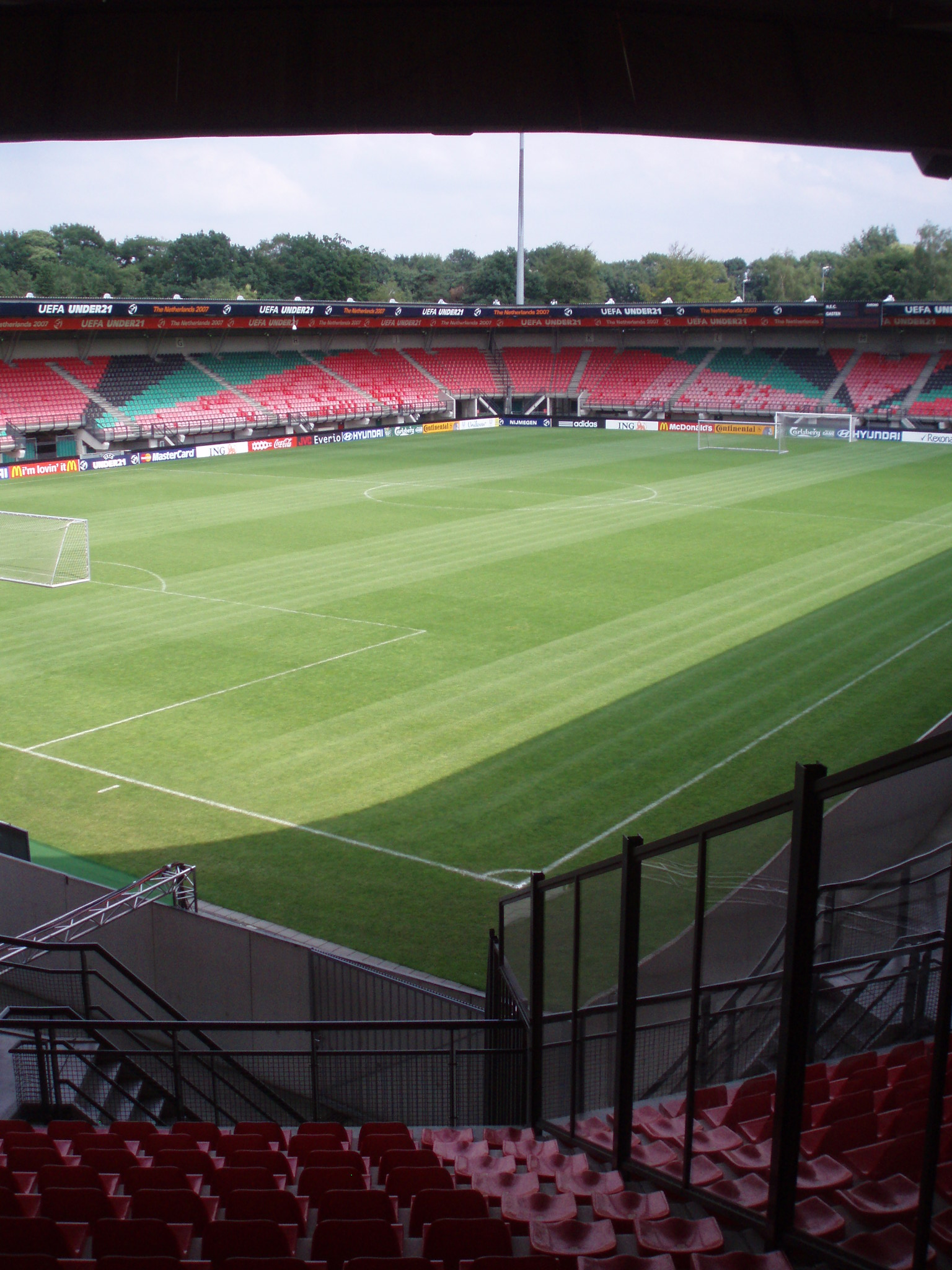
Stadion de Goffert.

El club se enorgullece de haber nacido con trabajo duro y dedicación y que los fundadores Guus Lodestijn, Anton Kuijpers y Wouter van Lent eran de clase trabajadora mientras que en ese momento el fútbol se consideraba un juego para las clases altas. Finalmente, el 15 de noviembre de 1900, fundaron un club de fútbol. Derivado de un dicho que se encontraba en una puerta en la Grote Markt de Nijmegen, 'La unidad hace el poder', surgió el nombre del club 'Eendracht' (unidad). En abril del año 1910 se fusionaron Eendracht y NVV Nijmegen, bajo el nombre de Nijmegen Eendracht Combinatie.
El club no ha ganado ningún torneo importante hasta la fecha, pero han logrado llegar a la final de la KNVB Cup en 1973, 1983, 1994 y 2000, siendo derrotado por NAC Breda, Ajax Ámsterdam, Feyenoord y Roda JC respectivamente. Algunos jugadores talentosos han jugado en el club, como son Rob Wielaert, Björn van der Doelen, Romano Denneboom. Su mejor clasificación en la Eredivisie la consiguió en la temporada 2002/03, un 5º puesto que le valió para disputar la Copa de la UEFA al año siguiente. 
El 13 de marzo de 2016, el jugador venezolano Christian Santos se convierte en el máximo anotador histórico del club (40 goles), al convertir un gol al Ajax de Ámsterdam en un 2-2 en el Amsterdam Arena, siendo así su anotación número 40 a lo largo de 2 años perteneciendo al club.

## Uniforme
- Uniforme titular: Camiseta a dos franjas, roja y verde con mangas negras, pantalón negro, medias negras.
- Uniforme alternativo: Camiseta celeste, pantalón celeste, medias celestes.
- Tercer uniforme: Camiseta blanca con el borde de las mangas negro, pantalón blanco, medias blancas.

| \| Período \| Proveedor \| \| --------------- \| --------- \| \| 2017 - Presente \| Legea \| |           |
| Período                                                                                      | Proveedor |
| 2017 - Presente                                                                              | Legea     |

## Palmarés
- Eerste Divisie (2): 1974/75, 2014/15.
- Tweede Divisie (1): 1963/64.

## Participación en competiciones de la UEFA
| Temporada | Torneo           | Ronda          | Club               | Casa | Visita | Global   |
| --------- | ---------------- | -------------- | ------------------ | ---- | ------ | -------- |
| 1969      | Copa Intertoto   | Grupo 4        | MSK Zilina         | 1-1  | 1-2    | 2-3      |
| 1969      | Copa Intertoto   | Grupo 4        | Örebro SK          | 0-0  | 1-1    | 1-1      |
| 1969      | Copa Intertoto   | Grupo 4        | Bellinzona         | 2-0  | 3-3    | 5-3      |
| 1978      | Copa Intertoto   | Grupos         | Royal Antwerp      | 3-2  | 0-2    | 3-4      |
| 1978      | Copa Intertoto   | Grupos         | MSV Duisburg       | 4-2  | 0-6    | 4-8      |
| 1978      | Copa Intertoto   | Grupos         | Girondins          | 1-2  | 2-4    | 3-6      |
| 1983–84   | Cup Winners' Cup | 1              | Brann Bergen       | 1–1  | 1–0    | 2–1      |
| 1983–84   | Cup Winners' Cup | 2              | Barcelona          | 2–3  | 0–2    | 2–5      |
| 1986      | Copa Intertoto   | Grupo 1        | Fortuna Düsseldorf | 4-3  | 0-3    | 4-6      |
| 1986      | Copa Intertoto   | Grupo 1        | MTK Budapest       | 0-3  | 2-2    | 2-5      |
| 1986      | Copa Intertoto   | Grupo 1        | RFC Liege          | 0-1  | 1-1    | 1-2      |
| 2003–04   | UEFA Cup         | 1              | Wisła Kraków       | 1–2  | 1–2    | 2–4      |
| 2004      | Copa Intertoto   | 2              | Cork City          | 0-0  | 0-1    | 0-1      |
| 2008-09   | UEFA Cup         | 1              | Dinamo Bucharest   | 1–0  | 0–0    | 1–0      |
| 2008-09   | UEFA Cup         | Fase de grupos | Dinamo Zagreb      |      | 2–3    | 3º Lugar |
| 2008-09   | UEFA Cup         | Fase de grupos | Tottenham Hotspur  | 0–1  |        | 3º Lugar |
| 2008-09   | UEFA Cup         | Fase de grupos | Spartak Moscow     |      | 2–1    | 3º Lugar |
| 2008-09   | UEFA Cup         | Fase de grupos | Udinese            | 2–0  |        | 3º Lugar |
| 2008-09   | UEFA Cup         | 1/16           | Hamburger SV       | 0-3  | 0-1    | 0-4      |

## Rivalidad
El archirrival del NEC es el Vitesse Arnhem. El partido entre estos clubes se llama el Derby de Gelderland. Es un choque de las dos ciudades más grandes de Güeldres: la imagen segura de sí misma de la capital contra la mentalidad popular de Nijmegen. Originalmente era sólo una cuestión de animosidad. En mayo de 1993, el estadio De Goffert fue utilizado por el archirrival de NEC para jugar dos "partidos en casa". El 16 de mayo ante el Feyenoord (1-1) y el 23 de mayo ante el PSV (0-1). A este último partido acudieron más de 20.000 espectadores. Solo después del ascenso de Vitesse bajo el liderazgo de Karel Aalbers, quien no dejó de mencionar que solo había lugar para un club en la región, esa animosidad se convirtió en agresión. En la década de 1990, esta agresión se manifestó en disturbios. Tras el avance de Vitesse, cofinanciado por el proveedor provincial de energía PGEM (posteriormente Nuon ) y la provincia de Gelderland, la agresión se transformó en odio para algunos de los simpatizantes mutuos. Los simpatizantes de Nijmegen denunciaron que el rival de Arnhem estaba siendo apoyado con millones del gobierno. En protesta por el patrocinio de PGEM, el entonces presidente Henk van de Water apagó temporalmente las luces del estadio antes de un partido. Después del colapso financiero de Vitesse debido a la retirada de Nuon y la provincia a principios de 2000, las proporciones de seguidores se normalizaron un poco. Después de la entrada de Vitesse 2007-2008 una vez más compró una deuda a través de un acuerdo de acreedores con la ayuda de sus patrocinadores, sin embargo, las relaciones se han estrechado nuevamente. El 16 de agosto de 2010, Vitesse anunció que el empresario georgiano Merab Zjordania se convirtió en el propietario del club. El objetivo del Vitesse era volver a jugar en lo más alto de la Eredivisie. Con la llegada de Zjordania, las relaciones que ya se habían vuelto a estrechar adquirieron rasgos agresivos. Los seguidores del NEC, eufóricos por el campeonato de su club en la Eerste Divisie , deciden compartir su alegría con el Vitesse. Estamos de vuelta, nos vemos pronto, revolotea detrás de un pequeño avión sobre Arnhem y GelreDome. Una forma lúdica de responder a la acción del Vitesse en mayo de 2014, cuando la afición de Arnhem colocó un cartel en el Nijmegen Waalbrug con: Eredivisie football, quince kilómetros para el final .
Para los seguidores, una victoria sobre el archirrival puede compensar en parte una mala temporada, por lo que el mejor equipo de la temporada merece el llamado título El Número 1 de Gelderland. El primer partido de liga entre Vitesse y NEC se jugó el 18 de marzo de 1923 en Nijmegen. Vitesse ganó ese partido 1-2 por dos goles de Gerrit Langeler.
La lista de jugadores que han jugado tanto para Vitesse como para NEC no es muy larga, pero hay nombres muy conocidos como Chris van der Weerden, Peter Wisgerhof, Willem Korsten, Navarone Foor, Patrick Pothuizen y Jhon van Beukering. Este último pasó por la cantera del Vitesse y estuvo bajo contrato con el equipo de Arnhem entre 2000 y 2003. Entre 2007 y 2010, Van Beukering jugó para el NEC. Patrick Pothuizen comenzó su carrera profesional en el Vitesse y luego se cambió (a través del FC Dordrecht) a Nijmegen. El defensa jugó allí durante seis años, antes de regresar a Arnhem. Foor se abrió paso en NEC y formó parte del equipo que se proclamó campeón de Primera División en 2014.

## Jugadores

### Plantilla 2024-25
- = Lesionado de larga duración